# 한실로
한실로(Hansil-ro)는 대구광역시 달서구 진천동 진천남네거리 에서 도원동를 잇는 대구광역시의 도로이다.

## 주요 경유지
대구광역시
- 달서구 (진천동 . 도원동)

## 노선
| 이름          | 접속 노선                      | 소재지        | 소재지        | 비고          |
| 진천로와 직결 | 진천로와 직결                  | 진천로와 직결 | 진천로와 직결 | 진천로와 직결 |
| ------------- | ------------------------------ | ------------- | ------------- | ------------- |
| 진천남네거리  | 대구광역시도 제10호선 (상화로) | 대구광역시    | 달서구        |               |
| (이름없음)    | 갈밭로                         | 대구광역시    | 달서구        |               |
| (이름없음)    | 도원남로                       | 대구광역시    | 달서구        |               |
| 도원네거리    | 도원로                         | 대구광역시    | 달서구        |               |
| (이름없음)    | 도원남로                       | 대구광역시    | 달서구        |               |
| (이름없음)    | 대구광역시도 제10호선 (상화로) | 대구광역시    | 달서구        |               |

## 주요 건물 및 시설
- 대구노전초등학교 (한실로 43/도원동 1428-2)
- 도원동행정복지센터 (한실로 53/도원동 1429-5)
- 농협 월배농협 도원지점 (도원로 89/도원동 1436-4)
- 피자마루 대두대곡점 (한실로 91/도원동 1436-5)
- 달서구립 도원도서관 (한실로 113/도원동 1438-3)
- 도원치안센터 (한실로 115/도원동 1438-4)